# Revista de Extremadura
La Revista de Extremadura fue una revista editada en la ciudad española de Cáceres entre 1899 y 1911 en su primera época. Más adelante, en la década de 1990, se empezó a publicar una segunda.

## Descripción
Editada en Cáceres, su primer número apareció en febrero de 1899. Cesó su publicación en febrero de 1911. Entre los nombres de sus fundadores se encontraron nombres como los de Jose Gómez Martínez, Publio Hurtado, Juan Sanguino Michel, Gabriel Llabrés y Quintana, Joaquín Castel Gabás, Daniel Berjano Escobar, Vicente Paredes, Miguel Jalón (marqués de Castrofuerte) y Manuel Castillo y Quijada.
También colaboraron en sus páginas autores como Matías Ramón Martínez, Miguel de Unamuno, Carolina Coronado, Marcelino Menéndez Pelayo, José María Gabriel y Galán y Mario Roso de Luna.
En 1990 comenzó una segunda época, en la que sería editada por la Asociación Cultural Amigos de la Revista de Extremadura.